# Tummien perhosten koti
Tummien perhosten koti é um filme de drama finlandês de 2008 dirigido por Dome Karukoski, baseado em romance de Leena Lander.
Foi selecionado como representante da Finlândia à edição do Oscar 2009, organizada pela Academia de Artes e Ciências Cinematográficas.

## Elenco
- Niilo Syväoja - Juhani Johansson
- Tommi Korpela - Olavi Harjula
- Kristiina Halttu - Irene Harjula
- Kati Outinen - Tyyne
- Pertti Sveholm - Erik Johansson
- Matleena Kuusniemi - Maire Johansson
- Eero Milonoff - Salmi
- Marjut Maristo - Vanamo Harjula
- Roope Karisto - Sjöblom
- Ville Saksela - Rinne